# Ralph Chalmers
Ralph Chalmers (ur. 13 stycznia 1891 w Primrose Hill w Londynie, zm. 8 maja 1915 w Ieper) – brytyjski szermierz, członek brytyjskiej drużyny olimpijskiej w 1908 roku.
Zginął podczas I wojny światowej walcząc w II bitwie pod Ypres jako oficer w Regimencie Suffolk. 